# Diazetyna
Diazetyna – nienasycony heterocykliczny organiczny związek chemiczny zbudowany z czteroczłonowego pierścienia zawierającego dwa atomy węgla oraz dwa atomy azotu, będące w cząsteczce heteroatomami. Diazetyna ma charakter nienasycony wskutek występowania w pierścieniu wiązania podwójnego pomiędzy oboma atomami azotu.